# انتخابات سنای هائیتی (۱۷-۲۰۱۶)
دور نخست انتخابات مجلس سنای هائیتی در ۲۰ نوامبر ۲۰۱۶ برابر با ۳۰ آبان ۱۳۹۵ و دور دوم آن در ۲۹ ژانویه ۲۰۱۷ برابر با ۱۰ بهمن ۱۳۹۵ برگزار شد. دور نخست همزمان با انتخابات ریاست‌جمهوری و دور دوم همزمان با انتخابات پارلمانی که هنوز از سال ۲۰۱۵ در بخش‌هایی از هائیتی به نتیجه نرسیده بود برگزار شد.
مقامات هائیتی در ۱۰ اوت ۲۰۱۶ فهرستی از نامزدهای مجلس سنا را برای یک سوم از کرسی‌ها اعلام کردند.
هر چند در ابتدا قرار بود این انتخابات در ۹ اکتبر انجام شود اما به دلیل وقوع توفند متیو به ۲۰ نوامبر کشیده شد.

## نتایج
در دور نخست این انتخابات، دو نامزد توانستند آرای لازم را برای ورود به سنا به دست آورند. آن‌ها توانسته بودند اکثریت مطلق یا ۲۵٪ رأی بیشتر از نفر بعدی کسب کنند. وانیک پیر از حوزهٔ انتخابیه شمال شرقی و جوزف لمبرت از حوزهٔ انتخابیه جنوب شرقی توانستند انتخاب شوند. در دور بعد سایر سناتورها در ۸ حوزهٔ انتخابیهٔ دیگر انتخاب شدند.